# Table ouverte (émission de télévision)
Table ouverte est une émission de la Télévision suisse romande, qui a été diffusé entre 1966 et 1996 et offrait un espace de débat sur des questions polémiques qui touchaient la société et la politique de l'époque. Sous le même concept de débat, le programme successeur fut Droit de cité, diffusé entre 1996 et 2003. 
Les présentateurs furent (chronologiquement)  : 
- Roger Nordmann,
- Alexandre Burger,
- Pierre Béguin,
- Jean Dumur,
- Roland Bahy,
- Gaston Nicole,
- Renato Burgy,
- Pierre Kramer,
- Théo Bouchat,
- Claude Torracinta,
- Guy Ackermann,
- Claude Smadja,
- Valérie Bierens de Haan,
- Jacques Pilet,
- Marc Schindler,
- Dominique Huppi,
- Éric Burnand,
- Liliane Roskopf,
- Daniel Pasche,
- Benoît Aymon,
- Daniel Monnat,
- Manuelle Pernoud,
- Dominique von Burg,
- Catherine Noyer,
- Serge Schmidt
- Eliane Ballif https://www.rts.ch/archives/grands-formats/10450190-ces-femmes-qui-ont-fait-la-tsr.html#chap03